# Лапоток (река)
Лапоток — река в России, протекает по Рязанской и Липецкой областях. Левый приток Хупты.

## География
Река Лапоток берёт начало в Чаплыгинском районе Липецкой области около деревни Лапоток. Течёт на север по территории Рязанской области, пересекает автодорогу М6 «Каспий». Устье реки находится у села Шереметьево в 34 км по левому берегу реки Хупта. Длина реки составляет 23 км.

## Данные водного реестра
По данным государственного водного реестра России относится к Окскому бассейновому округу, водохозяйственный участок реки — Проня от истока и до устья, речной подбассейн реки — Бассейны притоков Оки до впадения Мокши. Речной бассейн реки — Ока.
Код объекта в государственном водном реестре — 09010102112110000025677.